# Deutsche Poolbillard-Meisterschaft 1995 (Senioren)
Die Deutsche Poolbillard-Meisterschaft 1995 war die elfte Austragung zur Ermittlung der nationalen Meistertitel der Senioren in der Billardvariante Poolbillard. Sie wurde in Erkelenz ausgetragen.
Es wurden die Deutschen Meister in den Disziplinen 14/1 endlos, 8-Ball, 9-Ball und 8-Ball-Pokal ermittelt.

## Medaillengewinner
| Disziplin    | Gold                                          | Silber                                        | Bronze                              | 4. Platz                        |
| ------------ | --------------------------------------------- | --------------------------------------------- | ----------------------------------- | ------------------------------- |
| 14/1 endlos  | Bernd Woitanowski (PBF Mannheim-Ludwigshafen) | Jac Bosshammer (BC Burtscheid)                | Santo Lia (PBC Köln Süd)            | Klaus Wilms (BC Hemer)          |
| 8-Ball       | Santo Lia (PBC Köln Süd)                      | Franz Krinner (BV Fortuna Straubing)          | Jimmy Cuevas (Kieler Billard Union) | Pietro Fontana (PBC Berrenrath) |
| 9-Ball       | Santo Lia (PBC Köln Süd)                      | Bernd Woitanowski (PBF Mannheim-Ludwigshafen) | Roland Najmann (PBC Kempen)         | Peter Vatheuer (BV Saarland)    |
| 8-Ball-Pokal | Franz Krinner (BV Fortuna Straubing)          | Siegfried Mai (Augsburg)                      | Henry Krüger (Berlin)               | Wolfgang Gries (Saarland)       |